# 王牌巨猩
《王牌巨猩》（英語：MR. GO），是一部2013年中韓合拍的3D動作喜劇電影，韓國電影史上首部全程3D拍攝的電影，由Showbox和華誼兄弟聯合出品。改編自韓國漫畫家許英萬的著名漫畫《第7球團》，由《醜女大翻身》、《B咖大翻身》金容華導演執導，《阿凡達》3D總監Chuck Comisky擔任顧問，虛擬角色大猩猩靈靈、中國童星徐嬌以及韓國演員成東鎰主演。
該片製作費為2000萬美元，25%由華誼兄弟投資，60%使用在特效製作上，大猩猩靈靈是亞洲第一個誕生的動態捕捉虛擬角色。

## 劇情介紹
葳葳是一位15歲的天才馴獸師，在爺爺去世後，唯一的依靠就只有一隻名為靈靈的大猩猩。重達285公斤，力氣是人類的20倍，靈靈不是一般在動物園或者馬戲團所看到的猩猩，牠具有卓越的棒球打擊實力。為了償還爺爺留下的債務，葳葳不得已帶著靈靈離開家鄉，加入了韓國職業棒球隊......。

## 演員陣容
| 演員   | 角色               | 粵語配音 |
| 徐嬌   | 趙葳葳             | 鍾嘉欣   |
| 成東鎰 | 成忠秀             | 林盛斌   |
| 金剛   | 斗山熊領隊         |          |
| 金應洙 | KBO總裁            | 周志輝   |
| 邊希峰 | 葳葳的爺爺         |          |
| 金正泰 | NC Dinos領隊       |          |
| 金希沅 | 林小剛             | 黃文偉   |
| 鄭仁基 | KBO事務總長        |          |
| 趙在允 | 醫生               | 楊潮凱   |
| 金容建 | 斗山熊老闆         |          |
| 金仁宇 | 讀賣領隊           |          |
| 鄭智胤 | 電視購物節目主持人 |          |
| 金基天 |                    |          |
| 金智   | 7歲的葳葳          |          |

### 特別出演
| 演員     | 角色           | 粵語配音                                                                                          |
| 小田切讓 | 中日老闆伊藤   |                                                                                                   |
| 金諪恩   | 女主持人       |                                                                                                   |
| 馬東石   | 棒球主播       |                                                                                                   |
| 金成柱   | 金成柱         |                                                                                                   |
| 柳賢振   | 柳賢振         |                                                                                                   |
| 秋信守   | 秋信守         |                                                                                                   |
| 鄭智允   | 電視購物主持人 |                                                                                                   |
|          |                | 李建良 林澤群 高翰文 黎景全 莫蒨茹 陳祖兒 葉嘉敏 盧家煒 郭碧珍 張振聲 李忠強 盧行偉 蘇青鳳 林燕婷 |

## 製作
金容華導演自掏腰包花費267萬美金成立Dexter Studios視覺特效公司，並由特效指導鄭成鎮統領全局，引進好萊塢視覺特效科技，網羅韓國頂尖動畫及電腦專家，從起初只有8個人到最後成長為180人的視覺特效團隊，歷經4年打造出這部電影。
20名動畫設計師進行了1年的封閉式集訓，模擬猩猩的動作、情緒表達。特效團隊為了真實呈現猩猩的毛髮，耗費18個月研發毛髮和材質軟體，借鑒《金剛》和《猩球崛起》的技術，研發出一套名為Zelos Fur的軟體，最終創造了380萬種毛髮，根據動作、光源等任何一個小細節變化都會導致呈現效果不同。兩名動作捕捉演員進行超過一年的訓練，每天穿著內嵌陀螺儀的結點捕捉服，模仿猩猩的生活習性和神態舉止，就猶如過著猩猩的生活。

## 音樂
主題曲《Bye》由曾打造《醜女大翻身》、《B咖大翻身》多首電影歌曲的李在學音樂導演創作，少女時代成員太妍分別演唱韓文和中文兩種版本主題曲。
插曲《Walk of Life》為靈靈上場打擊時的主題音樂，單曲發行於1986年，由險峻海峽演唱。

## 票房
中国大陆
首周四天收获6100万，次于《重返地球》的1.02亿（七天票房）名列第二位。，次周入账3860万次名列第三位；第三周收870万名列第六，18天累计1.083亿；第四周收70万名列第十三，截至8月11日影片累计票房已达到1.09亿。最终为1.12亿。
韓國
上映一個月總觀影人數約132萬。

## 獲獎
| 年份   | 頒獎典禮                   | 獎項         | 结果 |
| ------ | -------------------------- | ------------ | ---- |
| 2013年 | 第33屆韓國電影評論家協會獎 | 技術獎       | 獲獎 |
| 2013年 | 第34屆青龍電影獎           | 技術獎       | 獲獎 |
| 2013年 | 第八屆亞洲電影大獎         | 最佳視覺效果 | 獲獎 |

## 外部連結
- 时光网上《王牌巨猩》的資料（简体中文）
- NAVER電影 （页面存档备份，存于）